# Herren von Blumberg

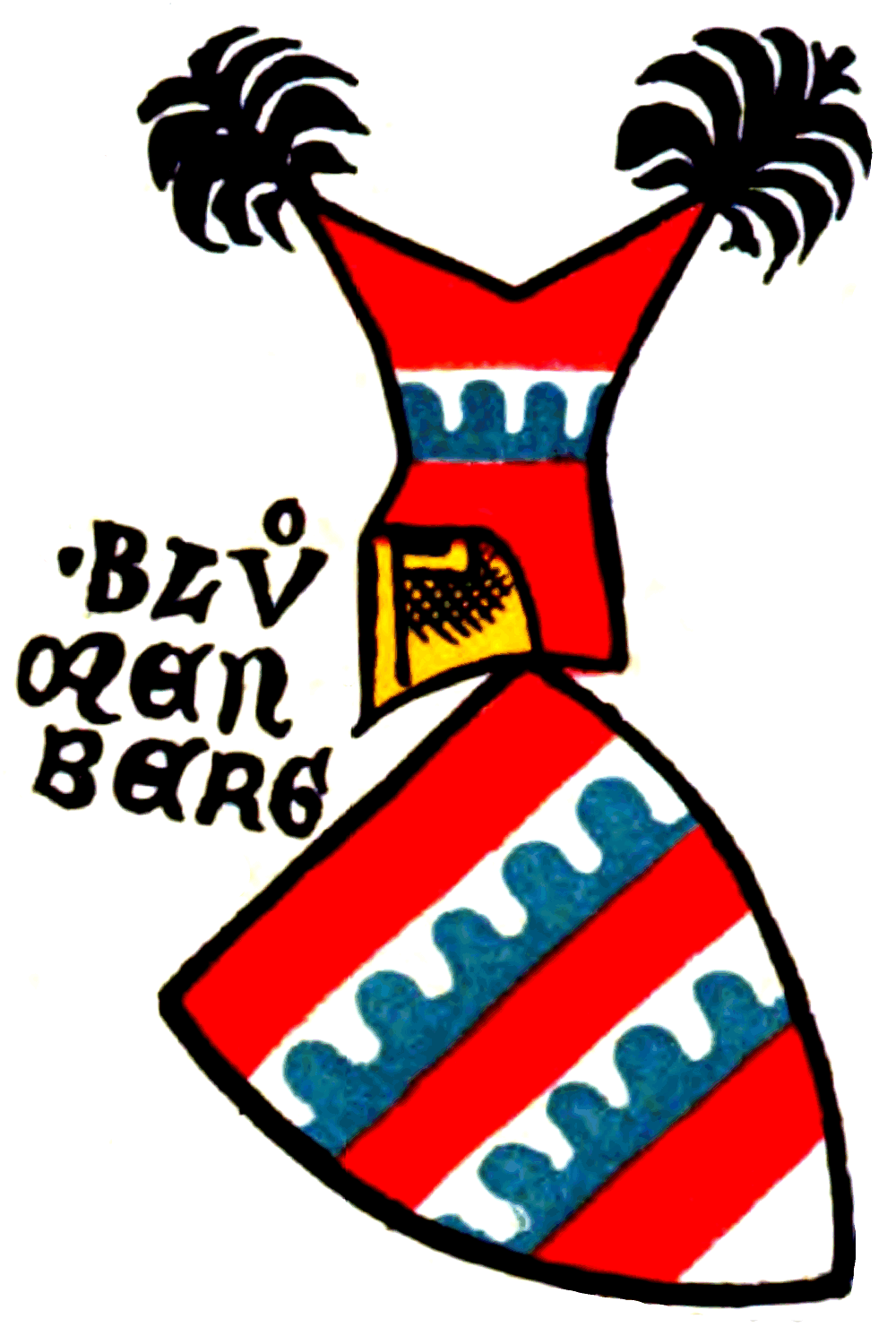
Wappen der Herren von Blumberg (Blumenberg) in der Zürcher Wappenrolle

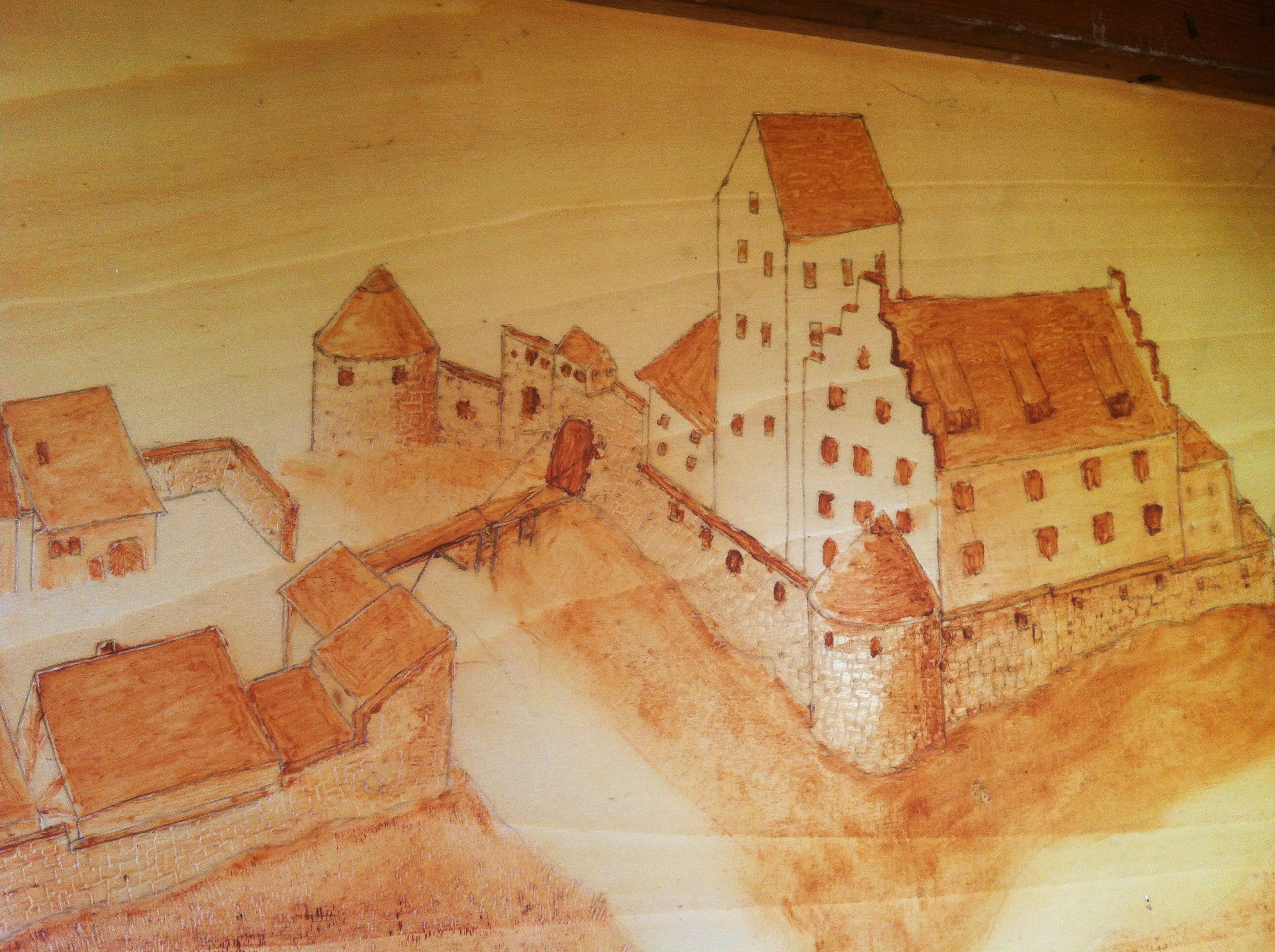
Burg Blumberg (Zeichnung auf der Infotafel auf dem ehemaligen Burggelände)

Die Herren von Blumberg (auch Blumenberg) waren ursprünglich Dienstmannen (Ministeriale) der Zähringer und bauten – vermutlich in deren Auftrag – die Burg, nach der (bzw. nach einem Berg im Umfeld) sie sich dann benannten. Da die Zähringer 1218 ausstarben, erlangten sie eine relative Unabhängigkeit und konnten im Interregnum als Parteigänger des anfolgenden Königs Rudolf von Habsburg die Stadt Hüfingen zu ihrem Zentrum machen. Die Familie der Blumberger verzweigte sich im 14. Jahrhundert auf zahlreiche Burgen im Umfeld. Nach dem Verlust Hüfingens 1383 durch eine ungünstig verlaufende Erbschaftsregelung, zogen sie sich wieder auf ihre Stammburg Blumberg zurück. Mitte des 15. Jahrhunderts starben sie in der Hauptlinie aus, der Zweig der Blumegger überlebte sie noch einige Zeit.

## Ministeriale der Zähringer

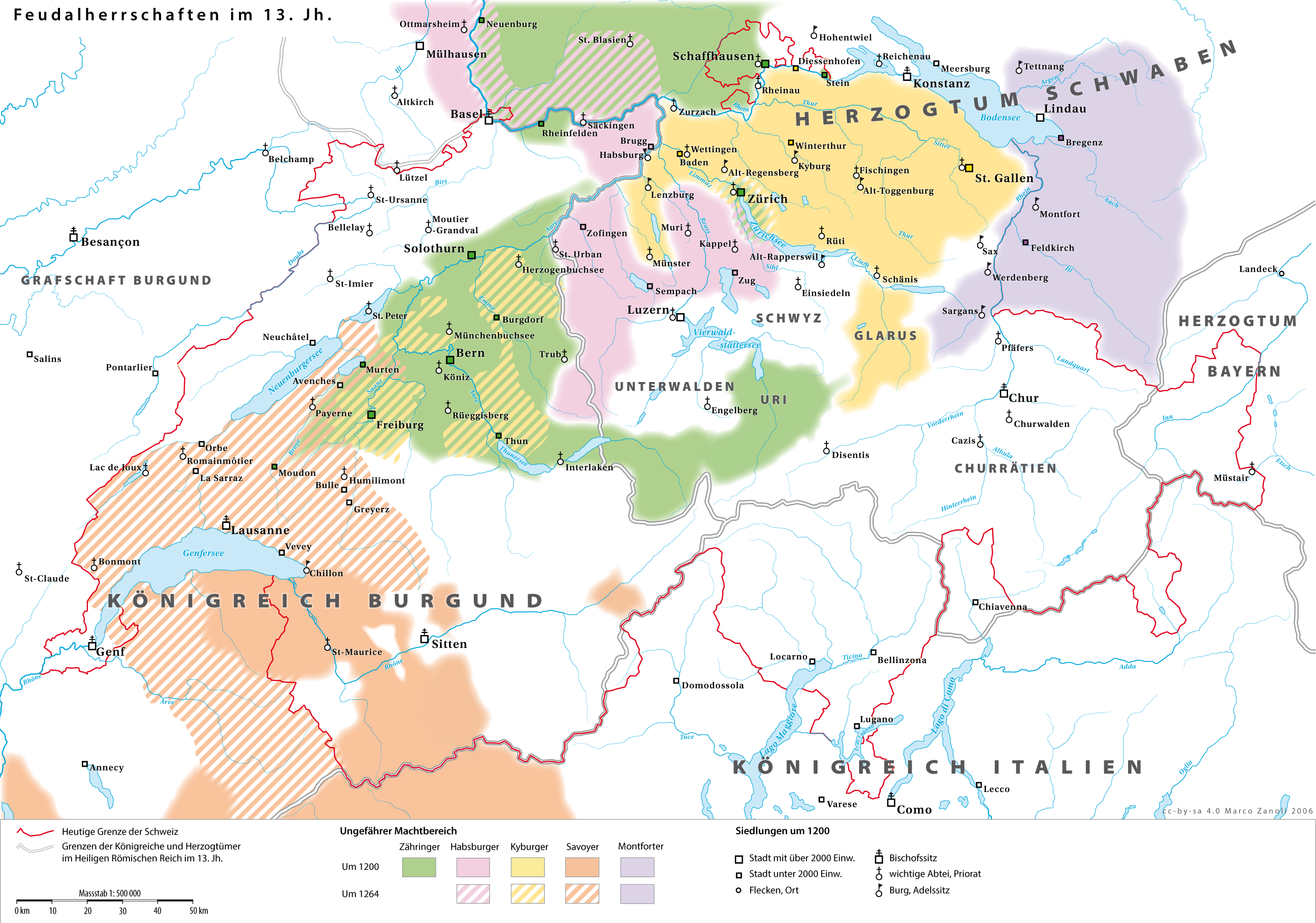
Grün: Das Territorium der Zähringer um 1200

Die Herkunft der Blumberger, die schon eine längere familiäre Vorgeschichte besessen haben werden, lässt sich nur über Dokumente im Freiburger Urkundenbuch (FUB) bestimmen. Eduard Heyck ermittelte zwei Nennungen. Feststellbar ist dort: Der Ort Blumberg existierte neben den heute zugehörigen Ortschaften bereits beim Ableben des letzten Zähringers, Berthold V. im Jahr 1218; es handelte sich um eine Burg und deren Besitzer waren Ministeriale vermutlich der Zähringer, gegebenenfalls vorübergehend auch im Besitz der Grafen von Urach.
Die Einschränkung Heycks, dass der Ort auch „anders als aus der zähringischen Herrschaft erworben“ sein könnte, ändert nichts an der Tatsache der Namensnennung Blumberg. Möglicherweise stand die Burg nach dem Ende der Zähringer, von dem die Uracher profitierten, auch unter deren Herrschaft, doch verloren diese mit dem Ende der Staufer um 1250 ihre Positionen und endeten „um 1261“ mit dem Tod Bertholds des Jüngeren.
In diesem Zeitraum treten erstmals in zwei Urkunden (1260) zwei namentlich benannte „Blumberger“ auf: Neben Bruder Hans von Blumberg (vermutlich ein Klosterangehöriger) dann Johannes von Blumberg („Iohannes de Blobinberch“), der in der Folge noch in zahlreichen weiteren Urkunden erwähnt ist.

## Gewinn der Adelsherrschaft

### Der Bau der Burg
Die Burg Blumberg „entstand auf dem Hügel, der sich unmittelbar über dem Wutachtal am südwestlichen Ausgang des Hochtals erhebt. […] Gegen Südwesten war die Anhöhe durch die steilen Abhänge des Wutachtals geschützt. Vom Norden und Osten her sperrte das moorige, später durch Weiheranlagen gesperrte Hochtal den ungehinderten Zutritt abseits einer leicht bewachbaren Straße. Die Funktion der Burg ging von Anfang an über diejenige einer reinen Ortsburg hinaus. Sie sollte offensichtlich den wichtigen Straßenzug Schaffhausen-Hüfingen decken und reiht sich damit in das Befestigungssystem ein, das die Herzöge von Zähringen begonnen und die Fürstenberger mit ihren Vasallen erweiterten.“
Selbstverständlich war, dass zu einer mittelalterlichen Burg ein Hof gehörte, der als wirtschaftliche Ergänzung „in Friedens- und Kriegszeiten die Ernährung sicherte. […] Aus diesem Bau- und Burghof ging das Dorf Blumberg hervor.“
Da im Mittelalter des beginnenden Burgenbaus eine Familie nicht ihren Namen der Burg gab, sondern sich nach dem Ort der Burg benannte, kann davon ausgegangen werden, das die Anhöhe (oder der nah gelegene Berg) zuvor im Volksmund Blumberg (Blumenberg) genannt wurde, und sich die Burgbauer somit als „Herren von Blumberg“ bezeichneten., andere Erklärungen in der Literatur wären ungewöhnlich und erscheinen auch nicht plausibel.

„Die Inhaber dieser Burg waren die Herren von Blumberg, die im Interregnum dann als Ministeriale (Dienstleute) der Grafen von Freiburg, der Grafen von Fürstenberg und besonders als Vertraute des Grafen und späteren Königs Rudolf von Habsburg zu finden sind.“

Hintergrund

Vorausgegangen war dem Interregnum (1250–1273) ein beispielloser Konflikt zwischen Papst und Kaiser, der auch im Reich zu einer Vielzahl von Frontbildungen zwischen den Staufern unter Friedrich II. und der Kirche führte. Mit dem Tod des Kaisers 1250 kam es zu Machtkämpfen aller gegen alle – Bischöfe, Fürsten und auch das Bürgertum der noch neu entstandenen Städte versuchten, Territorien und Einflussbereiche zu vergrößern. Der niedere Adel stand den Großen in nichts nach, nur waren seine Methoden weniger subtil, das Raubrittertum entstand. Das Interregnum kann aber auch als eine Übergangsphase betrachtet werden: Die alte Ordnung zerbrach und schuf eine Entwicklung, in der die Landesfürsten zu den neuen Trägern der staatlichen Ordnung aufstiegen, und auch die Städte emanzipierten sich durch das an Reichtum gewinnende Bürgertum und traten somit selbstbewusster gegenüber den Fürsten auf. Zahlreiche Bünde entstanden und schließlich einigten sich geistliche Kurfürsten, Herzöge und Grafen auf die Wahl und Anerkennung eines neuen Königs: Graf Rudolf IV. von Habsburg.

### Urkunden von 1260
In einer auf März 1260 datierten Urkunde wird als erster „brůder Hans von Blůmberg“ als Zeuge in einer „Urkunde des Ritters Volker von Kemnat und dessen Sohn Marquard“ genannt, die „im Kloster Paradies“ (bei Konstanz) ausgestellt wurde. „brůder“ kann ihn als Mitglied einer Ordensgemeinschaft bezeichnen. Beim Kloster Paradies handelte es sich um ein Frauenkloster der Klarissen.

### Johannes von Blumberg
Nach Hans von Blumberg wird noch im selben Jahr, im Juli 1260, ein „Iohannes de Blobinberch“ urkundlich genannt und dabei als „milites“ bezeichnet.

„In einer weiteren Urkunde befindet sich unter den 26 namentlich aufgeführten Zeugen, zu denen auch der spätere König Rudolf von Habsburg und die Grafen Heinrich von Fürstenberg und Friedrich von Zollern gehörten, in der Reihe der milites der Namen Iohannes de Blobinberch. (UB [Urkundenbuch] Zürich 3, Nr. 1108, S. 206 f.)“

Mit Johannes von Blumberg tritt nicht nur der Name des Ortes, sondern zugleich die Stellung des nun binnen wenigen Jahren zwölfmal in Urkunden benannten Ritters (miles) auf – in einem Dokument 1264 wird er zudem als nobilis vir … dominus Johannes de Blůmenberch bezeichnet, der hier somit unter „den ‚adligen Männern‘ aufgeführt wird. […] Man (kann) annehmen, daß der Blumberger zumindest dem sogenannten Niederadel zuzurechnen ist.“ Der Besitz einer Burg war dabei verpflichtend. Als Ritter wird er generell benannt, zumeist in den Urkunden an vorderster Stelle. Und es lässt sich über die Urkunden „das Personenfeld beschreiben, in dem sich der Blumberger bewegte: Es sind Graf Heinrich I. von Fürstenberg, die Grafen von Freiburg, die Herren von Klingen, Konstanzer Kleriker, Heinrich von Krenkingen, der Abt Albrecht von Reichenau, die Herren von Tengen und vor allem an erster Stelle Graf Rudolf von Habsburg.“
Johannes war dabei nicht nur in Eigentumsübertragungen einbezogen, die immer auch politische Entscheidungen bedeuteten – es ist dokumentiert, „daß er zusammen mit Rudolf von Habsburg und den Freiburger Grafen Fehden bzw. Kriege bestritt, demnach also mit einer eigenen Gefolgschaft, Rüstung, Pferden etc. ausgestattet war. Ebenso kann man davon ausgehen, daß er eine Familie besaß.“
Bei einer Beurkundung am 14. August 1272 war Johannes von Blumberg nicht anwesend, sondern – vermutlich stellvertretend – sein Sohn Johannesin von Blůminberc den jungen.

### Ende des Interregnums
Es erscheint nicht als Zufall, dass die Herren von Blumberg ab 1273 zunehmend hochrangiger vertreten sind – so wird am 20. Februar ein Conrad von Blumberg (domini C. de Blůmmberg, canonici in Constantienis) als Domherr in Konstanz genannt. In der „kaiserlosen Zeit“ von 1250 bis 1273 konnten Kreise oder Bünde von Adligen infolge der fehlenden Zentralgewalt auf eigene Faust und oft gewalttätig ihre Territorien und Machtbereiche erweitern. Das gelang mit Sicherheit auch den Blumbergern, denn Johannes zählte zum engeren Kreis von Rudolf von Habsburg, der am 1. Oktober 1273 zum neuen deutschen König gewählt wurde. Von der damit verbundenen Machtfülle profitierten auch die Herren von Blumberg – am 9. April 1274 (bestätigt) König Rudolf dem Edelherren Johannes von Blumberg, einem seiner ausgesuchten Getreuen, den Montagsmarkt, den er zu Hüfingen gewohnt ist, abzuhalten. Diese Rechtsverleihung bedeutet, dass Hüfingen „zum Zentrum der Herrschaft“ der Blumberger wird.
1275 in Eintragungen der „Liber decimationis“ wird Johannes von Blumberg „als ‚senior‘ bezeichnet und es wird deutlich, daß er in Blumenfeld, Blumberg, Mundelfingen, Riedböhringen, Watterdingen und Deißlingen Patronatsherr ist.“
Eine weitere Urkunde vom 24. Juli 1280 „wurde in Blumberg ausgestellt. Acta sunt hec aput in Bluomenberg … Auch wenn in ihr kein Blumberger genannt wird, oder sie gar Blumberger Belange betrifft, hören wir hier urkundlich zum ersten Mal von dem Ort Blumberg – wahrscheinlich der Burg.“

## Ausbau der Burg
In einer skizzenartigen Darstellung von 1620 aus der „Landtafel der Baar“ und konkreter auf einem Ölgemälde von Martin Meinrad aus dem Jahr 1688 ist die ehemalige klar abgegrenzte Lage von Burg, Stadt und Dorf wiedergegeben.

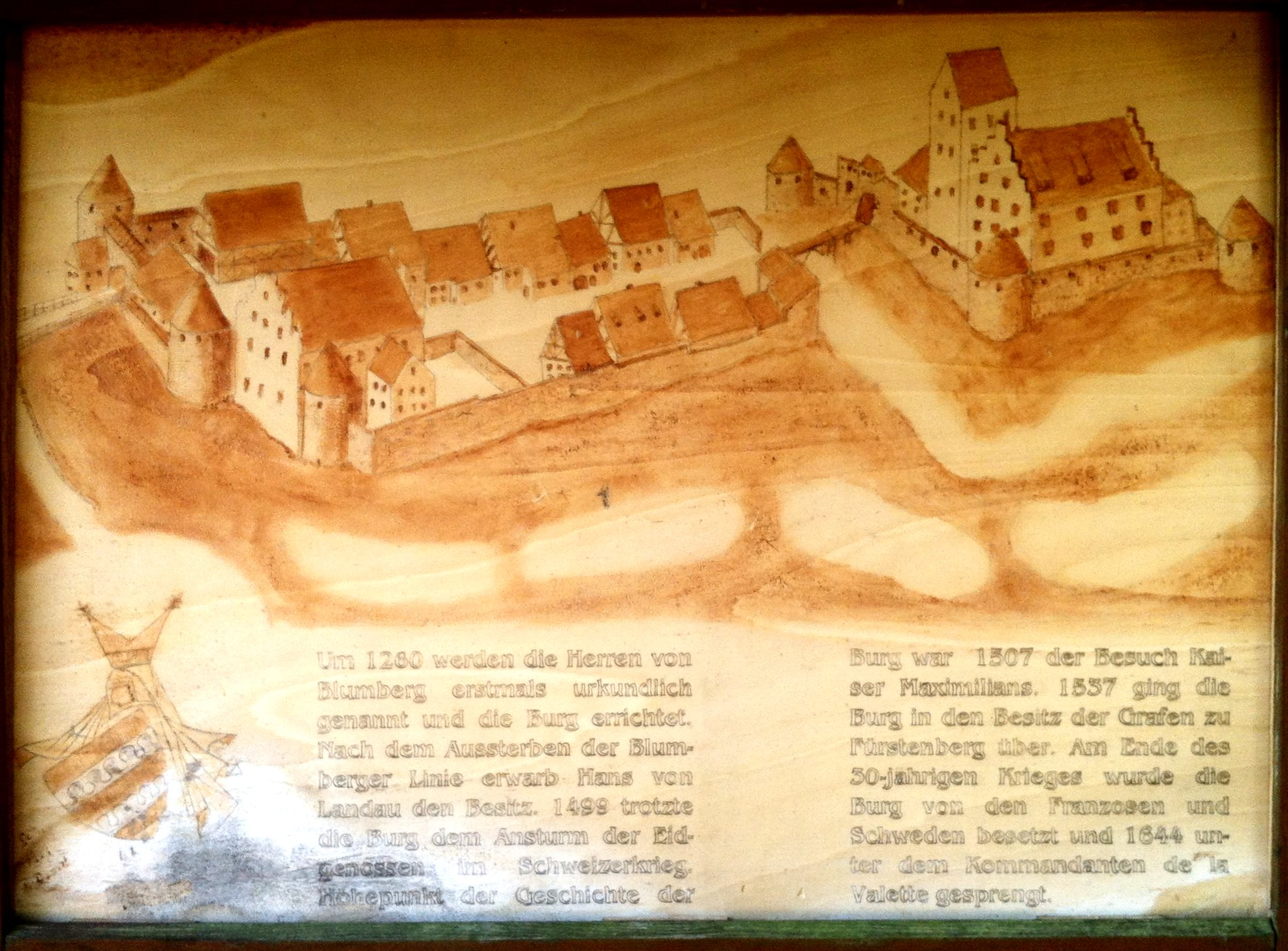
Die Burg und die sich aus der Vorburg entwickelnde mittelalterliche Stadt Blumberg

Ursprünglich befand sich vor der Burg nur ein Wirtschafts- oder Bauhof, an die dann Bewohnungen für Handwerker und schließlich eine Mühle angegliedert waren. Allmählich erfolgte ein Ausbau bis hin zur bewehrten Stadtanlage.

## Familie (Geschlecht) der Herren von Blumberg
Die Bestätigung des neugewählten Königs Rudolf von Habsburg an Johannes von Blumberg 1274 auf das Recht am „Pfingstmarkt zu Hüfingen“ deutete bereits ein Besitzverhältnis an, das sich in den folgenden 20 Jahren konstituiert haben muss – die Blumberger werden zu Herren von Hüfingen.
Marktrecht
Das Marktrecht, so vergleichsweise unbedeutend es heute erscheint, unterschied im Mittelalter das Dorf von der Stadt, d. h., durch seine verkehrsgünstige oder sonst wie für Handel geeignete Lage (Brücke/Zoll), die auch ein Wachstumspotenzial für Einwohnerschaft barg, wurde ein Ort zu einem Treffpunkt für den Warenaustausch und sich angliederndes Gewerbe. Dies bildete sich ursprünglich selbstständig heraus, konnte jedoch unter zentralisierten Machtverhältnissen auch als Recht definiert und vergeben werden. Damit wurde eine Kette von Rechtsbeziehungen ausgelöst, die letztlich die Organisationsform Stadt konstituierten.

### Ausbau von Hüfingen
Hüfingen war an einer Kreuzung zweier römischer Heeresstraßen gelegen, die über ein Jahrtausend Verkehrsknotenpunkt blieb und damit Voraussetzung zu einer ‚städtischen‘ Zentrumsbildung bot, die König Rudolf an einen Getreuen delegierte, um seinen Machtbereich zu organisieren und es den Blumbergern im kleineren Maßstab ebenfalls ermöglichte, einen herrschaftliches Territorium auszubilden.

„Wenn Blumberg die Heimatburg des Geschlechts war, so war in der Wende vom 13. zum 14. Jahrhundert Hüfingen, das den Blumbergern seinen Ausbau zur Stadt und sein Stadtrecht verdankt, der Mittelpunkt des Gesamtbesitzes geworden.“

### Verzweigung der Familie
Für den Fortgang der Überlieferung zu den Blumbergern ist dabei eine Urkunde vom 1. April 1292 von Bedeutung, die mit Vorgängen in Hüfingen verbunden war und die eine Vervielfachung von neuen Familien zeigt – ein Vorgang, der mit einem „Netz von Blumberger Burgen“ verbunden ist.
- Burg Blumberg: Albertus und Johannes
- Burg Blumenfeld: Konrad
- Burg Blumegg: Heinrich
- Burg Donaueschingen: Johannes und Bertold
- Burg Stahlegg (Burg Stallegg): Johannes
- Burg Tannegg: Konrad

Erwähnt wird auch der Besitz zahlreicher Ortschaften und Hofgüter.
„Zum Ende 13. Jahrhunderts hatten die Blumberger demnach einen umfangreichen Besitz in der südlichen Baar, am Westrand des Hegaus und in der Wutachschlucht. Mittelpunkt dieses Besitzes war bis zum Jahr 1383 Hüfingen.“
In Donaueschingen erwähnt werden 1292 Bertholdus pupillus, in Tůnovweschingen residentes, […] Johannes de Tůnovweschingen: „Die Burg Donaueschingen war ein uralter Stammsitz des Blumberger Geschlechts.“ Die Blumberger Herrschaft bestand dort bis 1450 zum Tod von „Rudolf von der alten Blumberg d. J. zu Donaueschingen, [… der] ohne männliche Erben zu hinterlassen starb. Sein Schwager, Ritter Sigmund vom Stein, vermochte sich, ohne daß wir über die Vorgänge im einzelnen unterrichtet sind, in den Besitz der Eigen- und Lehensgüter zu setzen.“

## 14. Jahrhundert
„Diese Besitzverhältnisse bestätigt werden in einer Urkunde vom 5. Januar 1356, in der Diethelm von Blumberg Burg, Stadt und Dorf Hüfingen zur Hälfte an Konrad von Blumberg und zur andern Hälfte an Johannes den jüngeren von Blumberg und dessen Brüder Rudolf und Albrecht verkauft. Auf dieser Burg lebte also ein großer Teil der Blumberger Adelssippe. […] Die Quellenzeugnisse werden im folgenden immer häufiger und oft ist eine genaue genealogische Zuordnung der einzelnen Blumberger nicht möglich.“
Faktisch war fast jeder Besitz ein Lehen des jeweilig höher gestellten Machthabers, im Falle von Hüfingen des Landgrafen der Baar an die Blumberger, die jedoch auch 1356 sich veranlasst sahen, „diesen die besondere Gnade zu gestatten, daß sie dieses Lehen nach Belieben versetzen und auch an weibliche Leibeserben vererben dürfen. Die Bestimmung wurde am 3. April 1380 vom Grafen Heinrich von Fürstenberg dem Burkhardt von Blumberg erneut bestätigt.“ Dieser Erbfall trat im April 1382 mit dem Tod von Burkhardt ein: Per Testament erhielt das Hüfinger Erbe seine „Schwester Gueten von Blomberg, Ehefrau des Bentzen von Schellenberg, und deren ehelichen Kindern.“ Dabei kam es zum Streit mit den Blumbergschen Vettern, der zugunsten Gutas ausging. Der „aus einer lichtensteinischen Familie stammende Ritter Berthold von Schellenberg […] nennt sich seit 1383 Herrn von Hüfingen.“

„Damit hatten die Blumberger ihren Sitz Hüfingen nach mehr als 100 Jahren verloren und mußten sich neu etablieren, d.h., sie mußten versuchen ein neues Zentrum herauszubilden, das die Qualität Hüfingens hatte. Und dieses neue Zentrum war Blumberg.“

Von K. S. Bader wird diese Neuorganisation als „Notlösung“ bezeichnet.

## Rückzug und Ende der Blumberger
Schon bald darauf ist dieser Wechsel dokumentiert: Die Blumberger hatten sich in kurzer Zeit aus Hüfingen zurückgezogen, wie aus einer Urkunde vom 20. September 1384 zu sehen ist. Dort heißt es: Ich, Růdolf von Blůmberg, seßhaft ze Blůmberg. Danach fehlen bis 1393 die Blumberger offensichtlich in den Urkunden (die Historiker Bader und Bechthold benennen keine), ihre Stellung war erschüttert:

„Dieses Ereignis bedeutete für die Gesamtfamilie einen schweren, ja unersetzlichen Verlust. Längst waren die Zeiten vorbei, in denen der Burgbesitz allein Bestand und Sicherheit einer adligen Familie garantierte. Die Stadt war an die Stelle der engen Burg getreten.“

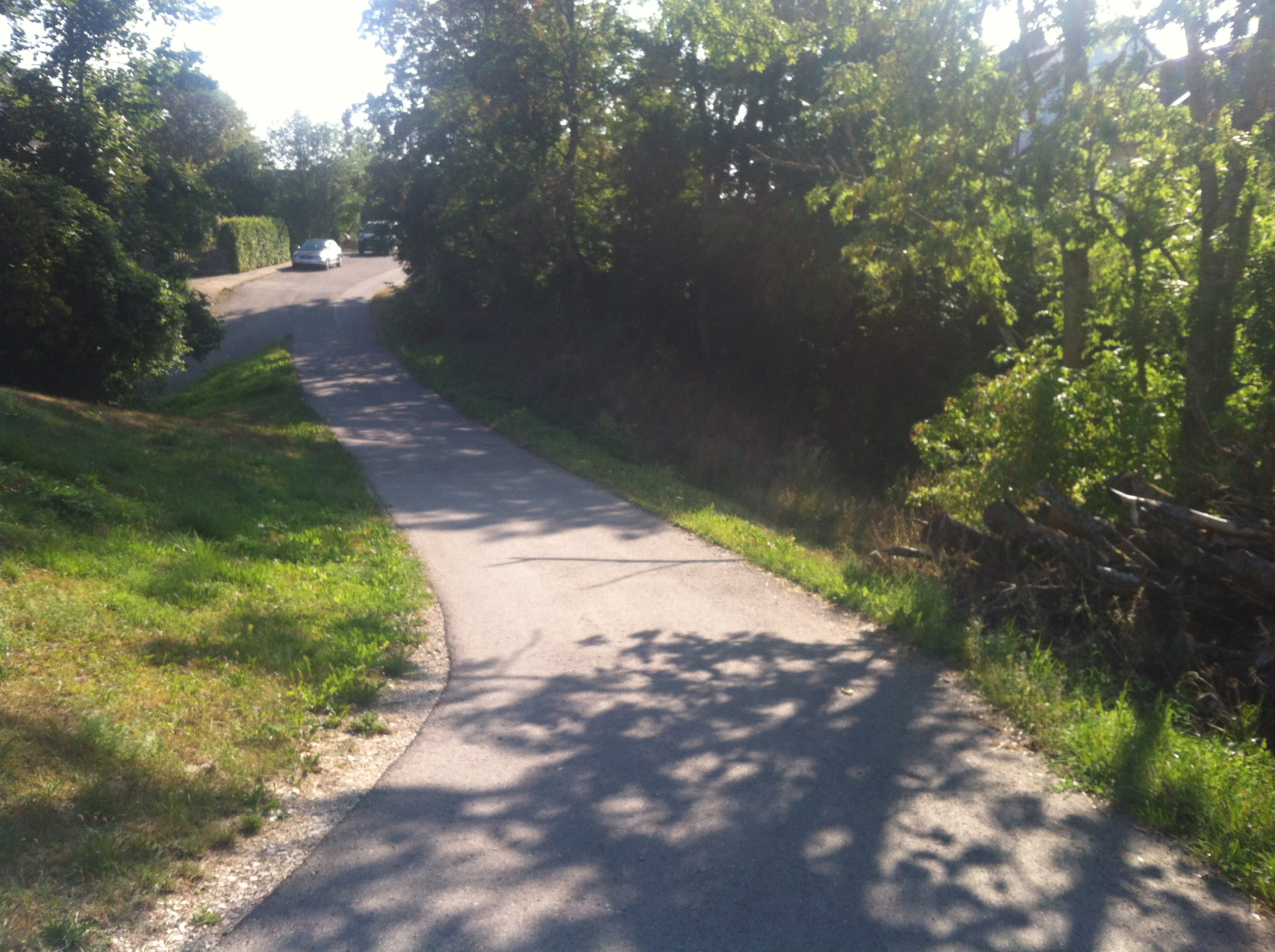
Heutiger Verbindungsweg über den ehemaligen Halsgraben zwischen Burgplateau und Stadt

Die Lage von Blumberg bot jedoch keine besonderen Voraussetzungen, um aus Burg, Gehöften und dem Dorf eine Stadt zu machen, denn es „fehlte die Anbindung an günstige Verkehrswege, außerdem war der Raum auf dem Burgplateau zu klein, um eine großflächige Anlage konzipieren zu können. [… Und] es fehlte ihr an wesentlichen städtischen Merkmalen wie Stadtrecht, Marktrecht oder Schultheiß.“
Hinzu kam, dass noch Absicherungsbedarf gegenüber Hüfingen bestand, denn man hatte „versucht, den Westrand des Blumberger Besitzes durch eine weitere Burg zu stabilisieren bzw. den Hüfinger Zugang zur Wutach abzusichern.“ In der ersten Urkunde nach langer Zeit, am 22. April 1393 wird eine neue Burg Blumberg genannt: Eberhard von Blůmberg von der nuwen Blůmberg … Wiederum vergehen einige Jahre, bis zwei weitere Urkunden – 1400 und 1401 – Aktivitäten bezeichnen: Die Blumberger beschaffen sich mit den Schaffhausern als Bürgen Geld in Basel und Stühlingen (mit dem Verkauf von Eschach bei Achdorf).
Die Reorganisation ihres Hauptsitzes konnte nicht ohne fürstliche Genehmigung vonstattengegangen sein – faktisch war der Verlust der Blumberger auch ein Nachteil für die Fürstenberger, „die durch den Verlust Hüfingens Konsequenzen in ihrem Territorium zu befürchten hatten, denn die Schellenberger standen nicht zu ihnen in einem Abhängigkeitsverhältnis wie die Blumberger. Außerdem trat bereits am Anfang des 15. Jahrhunderts der Konflikt zwischen dem Hause Österreich und der schweizerischen Eidgenossenschaft zu Tage. Blumberg war deshalb auch als Bastion gegenüber den Schweizern von nicht geringer Bedeutung.“
So war die fürstenbergische Unterstützung bei einer Stadtgründung im Zusammenhang der Burg aus politisch-militärischen Gründen gesichert, diese konnten jedoch die fehlende wirtschaftliche Perspektive nicht ersetzen.

„Die Stadtanlage war nichts anderes als eine ‚Vorburg‘, eine erweiterte Burg. […] Der Gründung fehlte von Anfang an das Ziel, ein wirtschaftlich irgendwie bedeutsamer Mittelpunkt zu werden. Nicht der Markt, sondern die Befestigung gab der Anlage den städtischen Charakter. [… Es] wurde einfach die Burg durch eine Burgerschaft ergänzt, die in der Vorburg angesiedelt sich im Alltag bäuerlicher oder handwerklicher Tätigkeit hingab, um in Kriegszeiten das Aufgebot wehrhafter Männer zu ergänzen. Von einer Bewidmung der neuen Anlage mit Stadtrecht sagen die Quellen nichts.“

„Erstmals von der Stadt Blumberg hört man im Zusammenhang mit der fürstenbergisch-lupfischen Fehde. In einem Spruchbrief (Vermittlungsversuch) vom 15. April 1413 gehörte unter anderen auch Blůmberg stat zu den Zeugen, die man laden soll zu dem Rœmschen gericht.“
Ende des Geschlechts der Blumberger

„Rudolf von der alten Blumberg“ starb 1413 und – so der Historiker Bechtold – „von dem aussterbenden Blumberger Geschlecht waren keine Impulse mehr zu erwarten“. Sein Erstgeborener Heinrich saß bei seiner Frau in Diessenhofen, eine der Töchter „war mit Sigmund vom Stein verheiratet, […] an dessen Familie Blumberg schließlich überging. […] Rudolf der jüngere von der alten Blumberg war vor dem 30. April 1451 gestorben und mit ihm war die Blumberger Hauptlinie erloschen. Auch die Blumberger Seitenlinien bestanden nicht mehr lange. In Blumberg selbst trat nun Sigmund vom Stein und seine Familie die Herrschaft an.“
Es kann sich bei dem Käufer um einen Angehörigen des schwäbischen Adelsgeschlechtes der Herren vom Stain gehandelt haben, der in einer Urkunde von 1473 als „Sigmund vom Stain, Ritter“, bezeichnet wird.

## Bewährung und Zerstörung der Burg
Nach dem Tod Sigmunds 1477 oder 1478 wird Blumberg von seinen Erben 1479 an die Herren von Randegg verkauft, von denen Burg und Stadt an Hans von Landau kommen, der 1483/84 systematisch alle Anteile erwirbt und die Anlage des „zweifelsohne wirtschaftlich heruntergekommenen Blumberg“ neu organisiert und ausbaut. Er erhält dazu 1497 „einen Freiheitsbrief von König Maximilian“, der bereits eine besondere Rolle der ehemaligen „Herrschaft Blumberg“ in einer künftigen Auseinandersetzung andeutet:
Die Bewährung der Burg erfolgte im Schweizer- oder Schwabenkrieg, als sie mit der Stadt sich gegen das siegreich von Waldshut herangezogenen Heer der Eidgenossen wehrte: „Blumberg hatte seit 1499 den Ruf, jene Stadt gewesen zu sein, die den Schweizer Zug als erste hatte stoppen können.“ Abgebrannt war das ungeschützte Dorf, doch „wurde es wieder ‚in der eigenen Asche‘ aufgebaut.“
Zerstört wurde die Burg im Dreißigjährigen Krieg am 4. Mai 1644 durch die Franzosen, die sie besetzt hatten, vor ihrem Rückzug. Der Kommandant La Valette gab den Sprengungsbefehl, wobei – wie eine alte Chronik berichtet –, versehentlich ein Funke in das Pulver fiel und „darvon er selbst, seine soldaten und etliche bauern beschedigt und 10 in die Luft gesprengt und jemerlich verbrannt worden.“

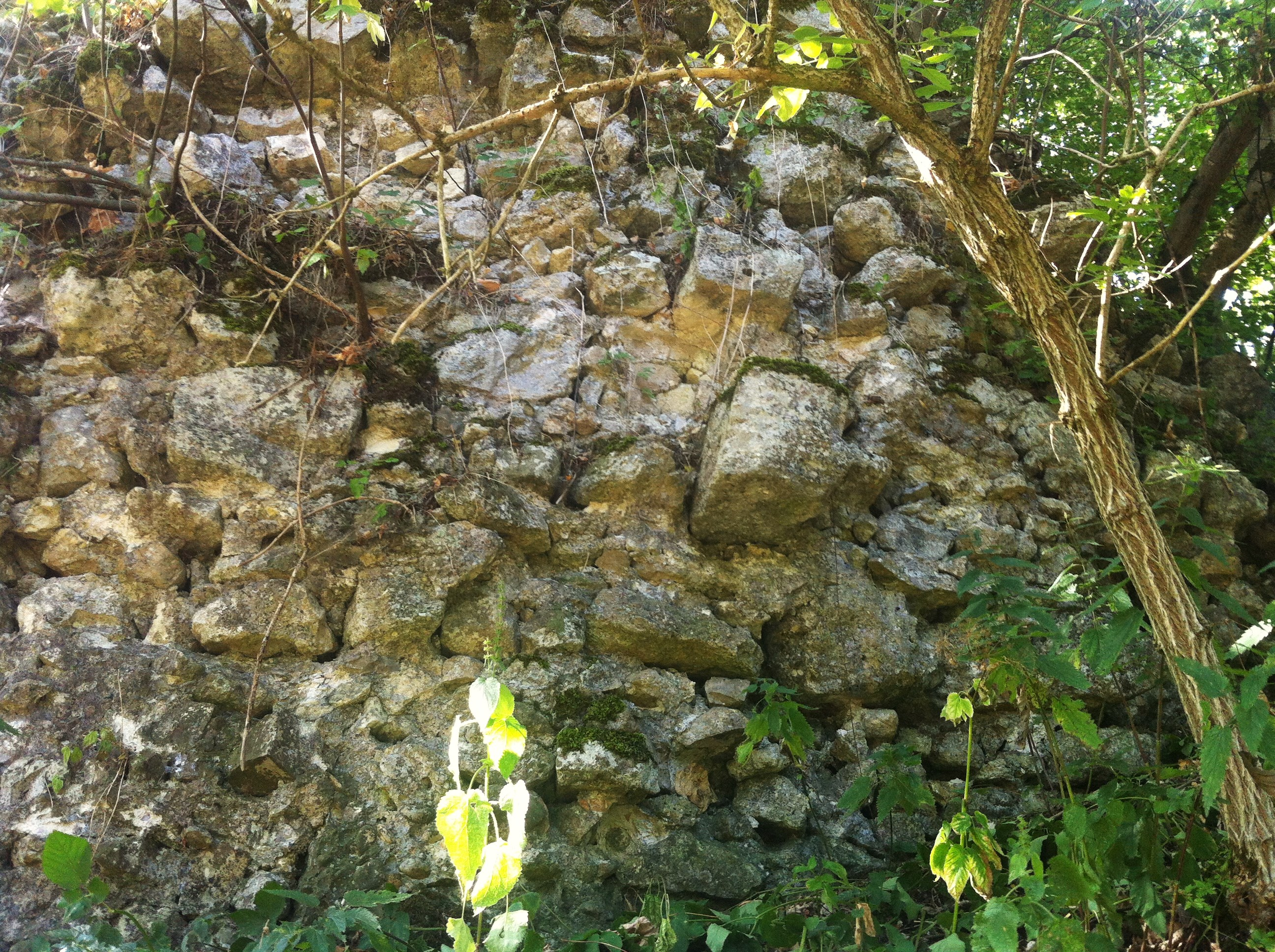
Einziger, noch heute erhaltener Rest: Die „Futtermauer“ (Innenteil nach Abbau der Außenschale) der Grabenmauer.

Danach wurde die Burg nicht mehr aufgebaut und „als man 1706 den im Krieg beschädigten Turm sprengen ließ, verschwand schließlich einer der letzten Gebäudekomplexe der alten Burg.“ Die „letzten Teile der Stadtmauer [wurden] um 1960“ abgerissen und „1966/67 beschloß der Gemeinderat den Abriß der Mauerreste der Burg Blumberg, da herabfallende Steine Wanderer störten.“